# جيرزي شيندلر
جيرزي شيندلر (بالبولندية: Jerzy Schindler)‏ هو متزحلق جبال الألب بولندي، ولد في 5 فبراير 1923 في زكوبن في بولندا، وتوفي في 10 مايو 1992 في كراكوف في بولندا.

## وصلات خارجية
- جيرزي شيندلر على موقع أوليمبيديا (الإنجليزية)
- جيرزي شيندلر على موقع اللجنة الأولمبية البولندية (مؤرشف) (البولندية)